# Lista de íons
Esta é uma tabela de íons mais comuns.
| Nome                 | Fórmula         | Nome histórico  |
| Cátions simples      | Cátions simples | Cátions simples |
| -------------------- | --------------- | --------------- |
| Alumínio             | Al3+            |                 |
| Bário                | Ba2+            |                 |
| Berílio              | Be2+            |                 |
| Cálcio               | Ca2+            |                 |
| Cromo(III)           | Cr3+            |                 |
| Cobre(I)             | Cu+             | cuproso         |
| Cobre(II)            | Cu2+            | cúprico         |
| Hidrogênio           | H+              |                 |
| Ferro(II)            | Fe2+            | ferroso         |
| Ferro(III)           | Fe3+            | férrico         |
| Chumbo(II)           | Pb2+            |                 |
| Chumbo(IV)           | Pb4+            |                 |
| Lítio                | Li+             |                 |
| Magnésio             | Mg2+            |                 |
| Manganês(II)         | Mn2+            |                 |
| Mercúrio(II)         | Hg2+            |                 |
| Potássio             | K+              |                 |
| Prata                | Ag+             |                 |
| Sódio                | Na+             |                 |
| Estrôncio            | Sr2+            |                 |
| Estanho(II)          | Sn2+            | estanoso        |
| Estanho(IV)          | Sn4+            | estânico        |
| Zinco                | Zn2+            |                 |
| Cátions poliatômicos |                 |                 |
| Amônio               | NH+ 4           |                 |
| Hidrônio             | H3O+            |                 |
| Mercúrio(I)          | Hg2+ 2          | mercuroso       |

| Nome formal                | Fórmula        | Nome alternativo |
| Ânions simples             | Ânions simples | Ânions simples   |
| -------------------------- | -------------- | ---------------- |
| Azida                      | N− 3           |                  |
| Brometo                    | Br−            |                  |
| Cloreto                    | Cl−            |                  |
| Fluoreto                   | F−             |                  |
| Hidreto                    | H−             |                  |
| Iodeto                     | I−             |                  |
| Nitreto                    | N3−            |                  |
| Óxido                      | O2−            |                  |
| Sulfeto                    | S2−            |                  |
| Oxo-ânions                 |                |                  |
| Carbonato                  | CO2− 3         |                  |
| Clorato                    | ClO− 3         |                  |
| Cromato                    | CrO2− 4        |                  |
| Dicromato                  | Cr2O2− 7       |                  |
| Dihidrogênio fosfato       | H2PO− 4        |                  |
| Hidrogênio carbonato       | HCO− 3         | bicarbonato      |
| Hidrogênio sulfato         | HSO− 4         | bisulfato        |
| Hidrogênio sulfito         | HSO− 3         | bisulfito        |
| Hidróxido                  | OH−            |                  |
| Hipoclorito                | ClO−           |                  |
| Monohidrogênio fosfato     | HPO2− 4        |                  |
| Nitrato                    | NO− 3          |                  |
| Nitrito                    | NO− 2          |                  |
| Perclorato                 | ClO− 4         |                  |
| Permanganato               | MnO− 4         |                  |
| Peróxido                   | O2− 2          |                  |
| Fosfato                    | PO3− 4         |                  |
| Sulfato                    | SO2− 4         |                  |
| Sulfito                    | SO2− 3         |                  |
| Superóxido                 | O− 2           |                  |
| Tiossulfato                | S2O2− 3        |                  |
| Silicato                   | SiO4− 4        |                  |
| Metasilicato               | SiO2− 3        |                  |
| Aluminossilicato           | AlSiO− 4       |                  |
| Ânions de ácidos orgânicos |                |                  |
| Acetato                    | CH3COO−        | etanoato         |
| Formiato                   | HCOO−          | metanoato        |
| Oxalato                    | C2O2− 4        | etanodioato      |
| Cianeto                    | CN−            |                  |

1. 1 2 3  «Common Ions and Their Charges» (PDF)